# Anita Hörskens
Anita Hörskens (* 29. August 1963 in Pfaffenhofen an der Ilm) ist eine deutsche Autorin von Sachbüchern über Acrylmalerei. Sie lebt und arbeitet in Pfaffenhofen an der Ilm.
Seit 1998 ist sie freiberufliche Malerin, betreibt eine Malschule und ein Einzelhandelsgeschäft für Künstlerbedarf. Seit 2016 ist sie Dozentin beim Kreativreiseanbieter artistravel. Ihre Seminartätigkeit beschränkt sich nicht nur auf die abstrakte Acrylmalerei, sondern beinhaltet alle gängigen Mal- und Zeichentechniken. Bekannt wurde Anita Hörskens durch die Reihe Malen und Zeichnen mit Acyrl, erschienen beim Urania Verlag, Berlin.

## Werke
- 2002 – Landschaften in Acryl. ISBN 3-332-01364-5.
- 2003 – Blumen und Stillleben in Acryl. ISBN 3-332-01425-0.
- 2003 – Acrylmalerei mit Strukturpasten. ISBN 3-332-01461-7.
- 2005 – Das große Buch der Acrylmalerei. ISBN 3-332-01637-7.
- 2005 – Dekorative Malerei auf Struktur. ISBN 3-8241-1330-9.
- 2013 – Alles Acryl. ISBN 978-3-86355-097-4.
- 2014 – Acryl Praxis Buch. ISBN 978-3-86355-208-4.
- 2014 – Grundlagen der Farbenlehre. ISBN 978-3-86355-217-6.
- 2014 – Aquarellfarben richtig anwenden. ISBN 978-3-86355-201-5.
- 2014 – Acrylfarben richtig anwenden. ISBN 978-3-86355-216-9.
- 2015 – Zeichenkohle, Rötel und Kreide richtig anwenden. ISBN 978-3-86355-264-0.
- 2015 – Pastellfarben richtig anwenden. ISBN 978-3-86355-265-7.
- 2016 – Ölfarben richtig anwenden. ISBN 978-3-86355-443-9.
- 2018 – Das Neue Aquarell Praxis Buch. ISBN 978-3-96093-288-8.
- 2018 – Druck trifft Aquarell. ISBN 978-3-96093-318-2.